# Генералов, Сергей Владимирович
Серге́й Влади́мирович Генера́лов (род. 7 сентября 1963, Симферополь) — российский бизнесмен, управленец. Депутат Государственной думы (1999—2003) и министр топлива и энергетики Российской Федерации (1998—1999).

## Биография
Сергей Генералов родился в 1963 году в Симферополе. В 1980 году окончил Болшевскую среднюю школу № 2.
В 1986 окончил МЭИ, в 1991 — аспирантуру этого института. В 1986—1988 работал инженером в МЭИ.
В 1991—1992 — коммерческий директор научно-производственного предприятия «Фирма Тет». В 1992—1993 — заместитель председателя правления Нефтяного инвестиционно-производственного банка (Нипебанк). В 1993 — начальник управления по работе с клиентами Промрадтехбанка. С 1993 работал в ЮКОСе — исполнительным директором по экономике и финансам, затем вице-президентом по финансам и ценным бумагам, старшим вице-президентом. В 1997 стал заместителем председателя правления банка «Менатеп» и членом объединённого правления группы «Роспром-ЮКОС».
С апреля 1998 по май 1999 — министр топлива и энергетики России. В 1999 возглавил Центр стратегических исследований в ТЭКе. С декабря 1999 по декабрь 2003 — депутат Государственной думы от Красноярского края, входил во фракцию СПС.
В 2003 году стал членом Национального совета по корпоративному управлению (НСКУ). А также — сопредседатель Общероссийской общественной организации «Деловая Россия».
С 2004 возглавляет группу «Промышленные инвесторы», являясь также основным бенефициаром входящих в её состав предприятий.
В рейтинге высших руководителей — 2010 газеты «Коммерсантъ» занял III место в номинации «Транспорт».
В 2002—2005 гг. — председатель совета директоров Ассоциации по защите прав инвесторов (АПИ).
В декабре 2008 совет директоров Дальневосточного морского пароходства избрал Генералова своим председателем.
В феврале 2009 года назначен Президентом Управляющей компании «Транспортная группа ФЕСКО». В конце 2012 года Генералов продал свою долю в Fesco группе «Сумма» Зиявудина Магомедова и совместно с сыном сконцентрировался на развитии авиационного актива — регионального авиатакси Dexter.

## Состояние
В «золотой сотне» журнала Forbes май 2009 занимал 89-е место с капиталом $400 млн.
Участник рейтинга журнала Forbes «200 богатейших бизнесменов России 2021», где занял 196 позицию с состоянием 550 млн долларов США.

## Награды
- Медаль ордена «За заслуги перед Отечеством» II степени (2014)[10]
- Почётный работник топливно-энергетического комплекса Российской Федерации

## Состояние
| Показатель        | 2005 | 2006 | 2007 | 2008 | 2009 | 2010 | 2011 | 2012 | 2013 | 2014 | 2015 | 2016 | 2017 | 2018 | 2019 | 2020 | 2021 |
| Состояние ($ млн) | -    | -    | -    | -    | -    | -    | 850  | 500  | 500  | 450  | 400  | 400  | -    | 600  | 600  | 550  | 550  |
| Место (в России)  | 75   | 96   | 68   | -    | 88   | 95   | 117  | 181  | 194  | 192  | 184  | 187  | -    | 166  | 167  | 171  | 196  |